# Freddie Slater
Freddie Slater (/ˈsleɪ.tər/), (9 agosto 2008) è un pilota automobilistico britannico che gareggia nel Formula Regional European Series, nel Campionato GB3 e nella FIA Formula 3.